# Azid lithný
Azid lithný (LiN3) je lithná sůl kyseliny azidovodíkové a řadí se do anorganických azidů. Je to nestabilní toxická sloučenina, která se zahříváním rozkládá na lithium a dusík.

## Příprava
Může být připraven reakcí azidu sodného a lithné soli.
Reakce azidu sodného a dusičnanu lithného:
NaN3 + LiNO3 → LiN3 + NaNO3
Reakce azidu sodného a síranu lithného:
2 NaN3 + Li2SO4 → 2 LiN3 + Na2SO4